# Isle of Inishmore
Die Isle of Inishmore ist ein Ro-Pax-Fährschiff der Reederei Irish Ferries. Das Schiff wurde bis April 2021 in der Irischen See zwischen Pembroke Dock und Rosslare eingesetzt und verkehrt seit Juni 2021 im Ärmelkanal auf der Verbindung zwischen Dover und Calais.

## Geschichte
Das Schiff wurde unter der Baunummer 968 auf der Werft Van der Giessen-De Noord in Krimpen aan den IJssel gebaut. Die Kiellegung fand am 8. Dezember 1995, der Stapellauf am 4. Oktober 1996 statt. Das fertiggestellte Schiff wurde am 14. Februar 1997 an Irish Ferries abgeliefert. Die Baukosten beliefen sich auf 60 Mio. Ir£.
Das Schiff ersetzte die 1995 gebaute Isle of Innisfree und wurde zunächst zwischen Dublin und Holyhead eingesetzt. Im Mai 2001 wechselte es auf die Strecke zwischen Rosslare Harbour und Pembroke Dock. Die Strecke zwischen Dublin und Holyhead wurde von der neu in Dienst gestellten Ulysses übernommen.
Das zunächst unter der Flagge Irlands betriebene Schiff wurde im März 2006 unter die Flagge Zyperns gebracht. Benannt ist das Schiff nach der größten Insel der vor der Westküste Irlands in der Galway Bay gelegenen Aran-Inseln.
Im April 2021 wurde die Isle of Inishmore von der Route Pembroke Dock – Rosslare abgezogen und verkehrt seit Juni 2021 auf der Verbindung im Ärmelkanal zwischen Dover und Calais.

## Technische Daten
Der Antrieb des Schiffes erfolgt durch vier Achtzylinder-Dieselmotoren des Herstellers Sulzer (Typ: 8ZAL40S) mit je 5760 kW Leistung. Die Motoren wirken auf zwei Verstellpropeller mit Becker-Ruder. Für die Stromerzeugung stehen drei Dieselgeneratorsätze, die von Sulzer-Dieselmotoren mit jeweils 1160 kW Leistung angetrieben werden sowie zwei von den Hauptmotoren angetriebene Generatoren mit jeweils 2800 kW Leistung zur Verfügung. Außerdem wurde ein Notgenerator mit 400 kW Leistung verbaut. Das Schiff ist mit zwei Bugstrahlrudern mit jeweils 1500 kW Leistung ausgerüstet.
Der Rumpf des Schiffes ist eisverstärkt (Eisklasse 1A).
Das Schiff verfügt über elf Decks. Die Fahrzeugdecks befinden sich auf den Decks 3 bis 6. Auf Deck 7 und 8 befinden sich die Aufenthaltsräume für die Passagiere, im vorderen Teil von Deck 9 sind die Passagierkabinen untergebracht. Auf dem obersten Deck, Deck 11, ist eine „Sky Lounge“ untergebracht. Auf diesem Deck befindet sich im vorderen Bereich der Decksaufbauten die Brücke des Schiffs. Der hintere Teil von Deck 9 und Deck 10 sind der Schiffsbesatzung vorbehalten. Die Passagierkapazität des Schiffes beträgt 2200 Personen.
Das untere Ro-Ro-Deck ist direkt über eine Bug- und Heckrampe zu erreichen. Die Bugrampe befindet sich hinter einem seitlich zu öffnenden Bugvisier. Das darüberliegende Deck 5 ist von achtern über landseitige Rampen und im vorderen Bereich über eine feste Rampe, die ebenfalls über eine landseitige Rampe genutzt werden kann, zu erreichen. Hier verschließt ein Schott das dahinterliegende Fahrzeugdeck. Deck 5 geht im hinteren Bereich in ein offenes Deck über. Die Ro-Ro-Decks sind über eine interne Rampe miteinander verbunden.
Auf den Fahrzeugdecks stehen 2100 Spurmeter zur Verfügung. Hier finden 855 Pkw Platz. Die Fähre kann 122 Sattelauflieger befördern. Für Sattelauflieger mit temperaturgeführter Ladung sind 40 Stromanschlüsse vorhanden. Die maximale Achslast auf den Fahrzeugdecks beträgt 15 t.